# Deutsche Fechtmeisterschaften 1898
Die Deutschen Fechtmeisterschaften 1898 waren die zweiten und vorletzten Deutschen Meisterschaften, die vom  Deutschen und Österreichischen Fechterbund ausgetragen wurden. Gefochten wurden nur Einzelmeisterschaften in den Waffen Florett und Säbel.

## Ergebnisse
Die Meisterschaften wurden vom 13. bis 15. November in Wien ausgetragen. Gefochten wurde mit dem Florett in fester und loser Mensur, leichtem Säbel (entspricht dem modernen Säbel des Sportfechtens) und deutschem (schwerem) Säbel. Mannschaftswettbewerbe fanden nicht statt, ein Wettbewerb im Degen wurde ebenfalls nicht ausgetragen. Camillo Müller vom Verein Haudegen Wien gelang ein Doppelsieg im Florett in loser Mensur und leichtem Säbel. Den Wettbewerb im Florett in fester Mensur gewann La Racine. Im schweren Säbel setzte sich der Vorjahressieger Wladislaw von Szalkowski vom ATV Berlin durch.

### Florett in loser Mensur
| Platz | Sportler        | Verein                                 |
| ----- | --------------- | -------------------------------------- |
| 1     | Camillo Müller  | Wien                                   |
| 2     | Heinrich Müller | Wien                                   |
| 3     | La Racine       | Deutsch-Italienischer Fechtklub Berlin |

### Florett in fester Mensur
| Platz | Sportler       | Verein                                 |
| ----- | -------------- | -------------------------------------- |
| 1     | La Racine      | Deutsch-Italienischer Fechtklub Berlin |
| 2     | Josef Wimmer   | Wien                                   |
| 3     | Richard Wimmer | Wien                                   |

### Leichter Säbel
| Platz | Sportler            | Verein |
| ----- | ------------------- | ------ |
| 1     | Camillo Müller      | Wien   |
| 2     | Richard Wimmer      | Wien   |
| 3     | Ferdinand Mattausch | Wien   |

### Deutscher Säbel
| Platz | Sportler                 | Verein        |
| ----- | ------------------------ | ------------- |
| 1     | Wladislaw von Szalkowski | ATV zu Berlin |
| 2     | Hans Kufahl              | Wien          |
| 3     | Lanzensdorfer            | Wien          |